# フジヤマTV
フジヤマTV（フジヤマテレビ）は、NHK静岡放送局が2006年4月から2011年2月まで静岡県向けに放送した情報バラエティ番組である。NHK名古屋放送局と、名古屋局管轄の東海・北陸の各放送局が金曜夜の地域情報番組枠として設定していた『金とく』の静岡バージョンといえる。

## 概要
“ハイパーローカル”番組として、県内のさまざまな情報を取り上げ、毎回ゲストを招いた。
『ゆうどきネットワーク』開始に伴い『たっぷり静岡』17時台と『しずおか2006』を統合する形で開始した。2007年度までは隔週の放送となっていたが、2008年度より第1金曜日の放送に縮小した。そして2011年2月25日の放送をもって5年間の歴史に幕を下ろした。

## 放送時間
いずれも静岡県内のNHK総合テレビでJSTである。放送のない日は『金とく』の別のプログラムを放送した。
本放送
第1金曜日 20:00 - 20:43（企画によって稀に19:30から放送する場合もあり）
再放送
放送翌日の土曜日 10:05 - 10:48
特記事項
再放送は2009年度までは原則放送翌々日の日曜日だった。

## 歴代出演者
- 別井敬之（2006年度 - 2008年度）
- 神門光太朗（2009年4月 - 2010年7月、名古屋局への異動に伴い降板）
- 大槻隆行（2010年9月 - 最終回）
- 高須沙知子（2006年度 - 2008年度）
- 光部杏里（2009年度・2010年度）

## 主なゲスト
- 石川亜沙美
- 筧利夫
- 宇崎竜童
- 山本昌邦
- 太田在
- 岡本夏生
- 大澄賢也
- 北川えり
- ガッツ石松
- パンチ佐藤
- 森口博子
- 三倉茉奈
- 三倉佳奈
- ダニエル・カール
- 山本晋也
- なぎら健壱
- 松村邦洋
- マギー審司
- ルー大柴
- 武田修宏
- 渡辺徹
- 加藤貴子
- コロッケ
- 小川直也
- 山田邦子
- 鳥羽一郎
- 間寛平
- 山田五郎
- 堀ちえみ
- パラダイス山元

## 主なコーナー
ふるさと発見王
高須が県内に旅に出てさまざまな話題を発掘。
しずおか魂
県内の場所や人物に関してのドキュメンタリー。